# Projet Kearl

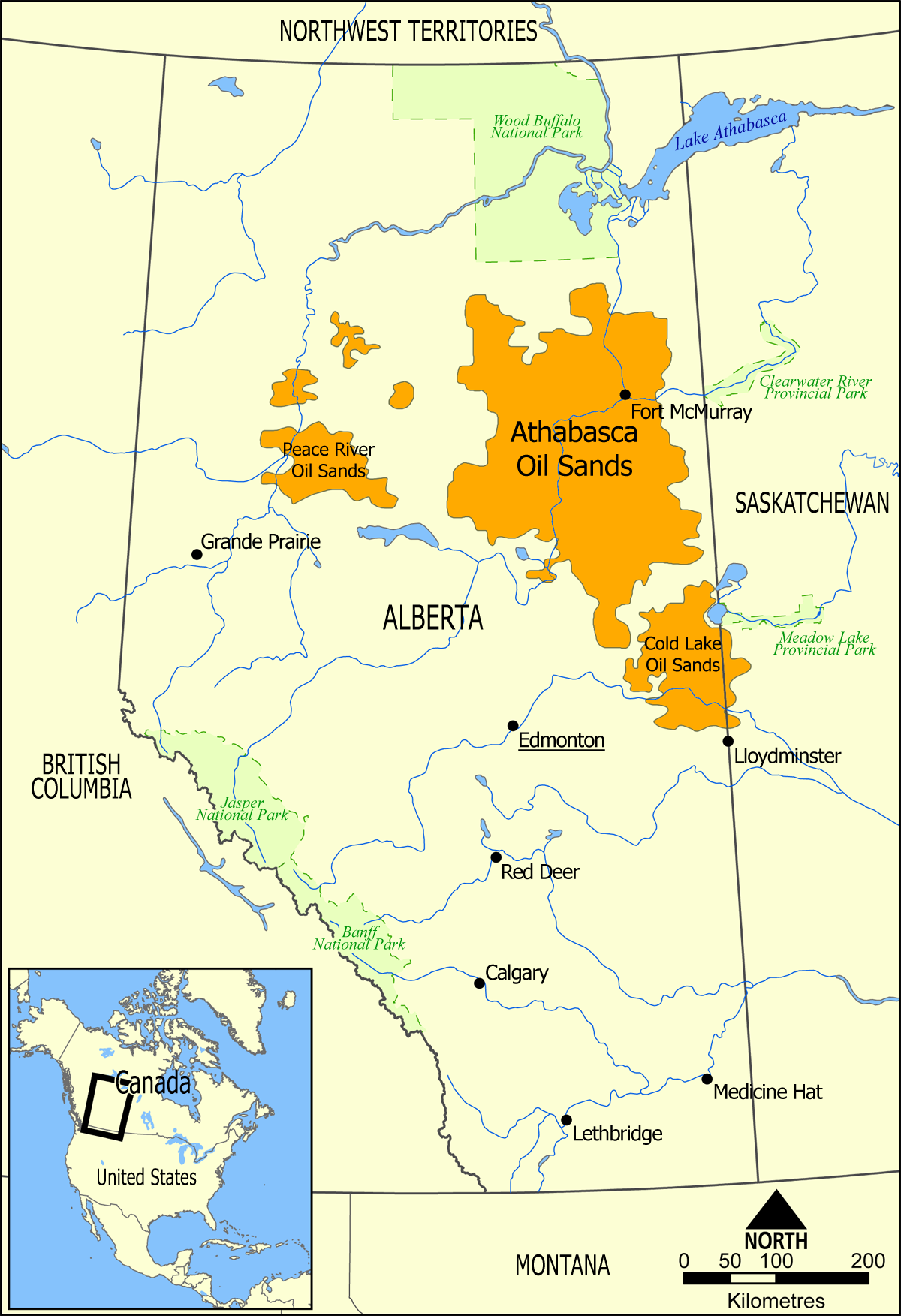
L'Alberta comprend trois régions recelant des quantités appréciables de sables bitumineux : ceux de l'Athabasca (la plus grande surface à la droite vers le haut), ceux de Cold Lake (plus bas à la droite) et ceux de Peace River (à la gauche).

Le Projet Kearl est un projet de mine à ciel ouvert dans les sables bitumineux de l'Athabasca dans la région du lac Kearl à environ 70 km au nord de Fort McMurray, Alberta, Canada. Le projet, effectué en trois phases et mené conjointement par Imperial Oil et ExxonMobil Canada Ltd., devrait coûter environ 8 milliards $ CA. La première phase, approuvée par Imperial le 25 mai 2009, devrait être complétée en 2012 et permettre la production d'environ 110 000 barils par jour.